# (33883) 2000 KD4
2000 كي دي 4 (ويعرف أيضًا باسم (33883) 2000 كي دي 4 وفق تسمية الكوكب الصغير) (بالإنجليزية: 2000 KD4)‏ هو كويكب ضمن حزام الكويكبات؛ وترتيبه 33883 من حيث الاكتشاف.
اكتُشف هذا الجُرم الفلكي بواسطة جون بروفتون في 27 مايو 2000.

## وصلات خارجية
- (33883) 2000 KD4 في قاعدة بيانات مختبر الدفع النفاث لأجرام النظام الشمسي الصغيرة

- الاكتشاف · مخطط المدار ·  العناصر المدارية · المعلمات المادية

- (33883) 2000 KD4 على موقع ويكي سكاي: DSS2, SDSS, GALEX, IRAS, Hydrogen α, X-Ray, Astrophoto, Sky Map, Articles and images